# Sötétedőhúsú rókagomba
A sötétedőhúsú rókagomba (Craterellus melanoxeros) a rókagombafélék családjába tartozó, Európában honos, lombos erdőkben élő, ehető gombafaj.

## Megjelenése
A sötétedőhúsú rókagomba kalapja 3-9 cm széles, alakja fiatalon domború, majd gyorsan, erősen tölcséresedik. Széle szabálytalanul hullámos. Színe okkersárga vagy sárgásbarna, idősen fakul. 
Húsa vékony, krémszínű vagy halványsárgás, sérülésre a tönkben feketedik, de a feketedést néha gyenge vörösödés is megelőzheti. Szaga kellemes gyümölcsös, íze édeskés, fűszeres. 
Termőrétege ráncos-eres, lefutó, a ráncok villásan elágazóak. Színe rózsás- vagy ibolyásszürke, idővel sárgásszürke.
Tönkje: 4-8 cm magas. Alakja hengeres, néha oldalról benyomott. Színe a kalapéval egyezik, idősen vagy sérülésre szürkül, feketedik.
Spórapora krémszínű. Spórája 9-12 x 6-7 μm méretű. 

### Hasonló fajok
A szagos rókagomba vagy a tölcséres rókagomba hasonlíthat hozzá.  

## Elterjedése és termőhelye
Közép- és Nyugat-Európában honos. Magyarországon ritka, csak az Északi-középhegységből és az Őrségből ismert.
Savanyú talajú bükkösökben, tölgyesekben található meg, többnyire csoportosan. Augusztustól októberig terem. 
Ehető. Magyarországon védett, természetvédelmi értéke 10 000 Ft.

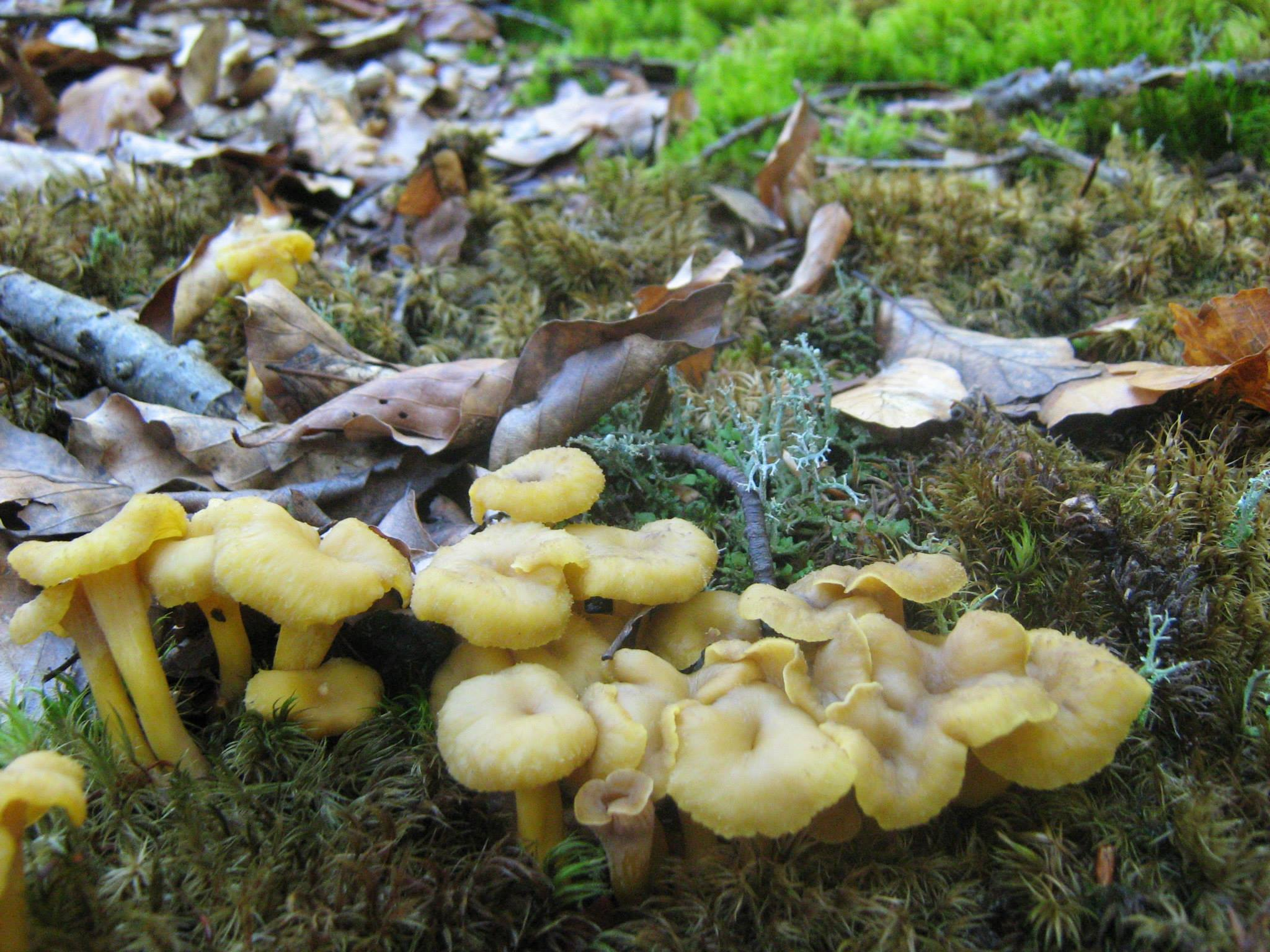
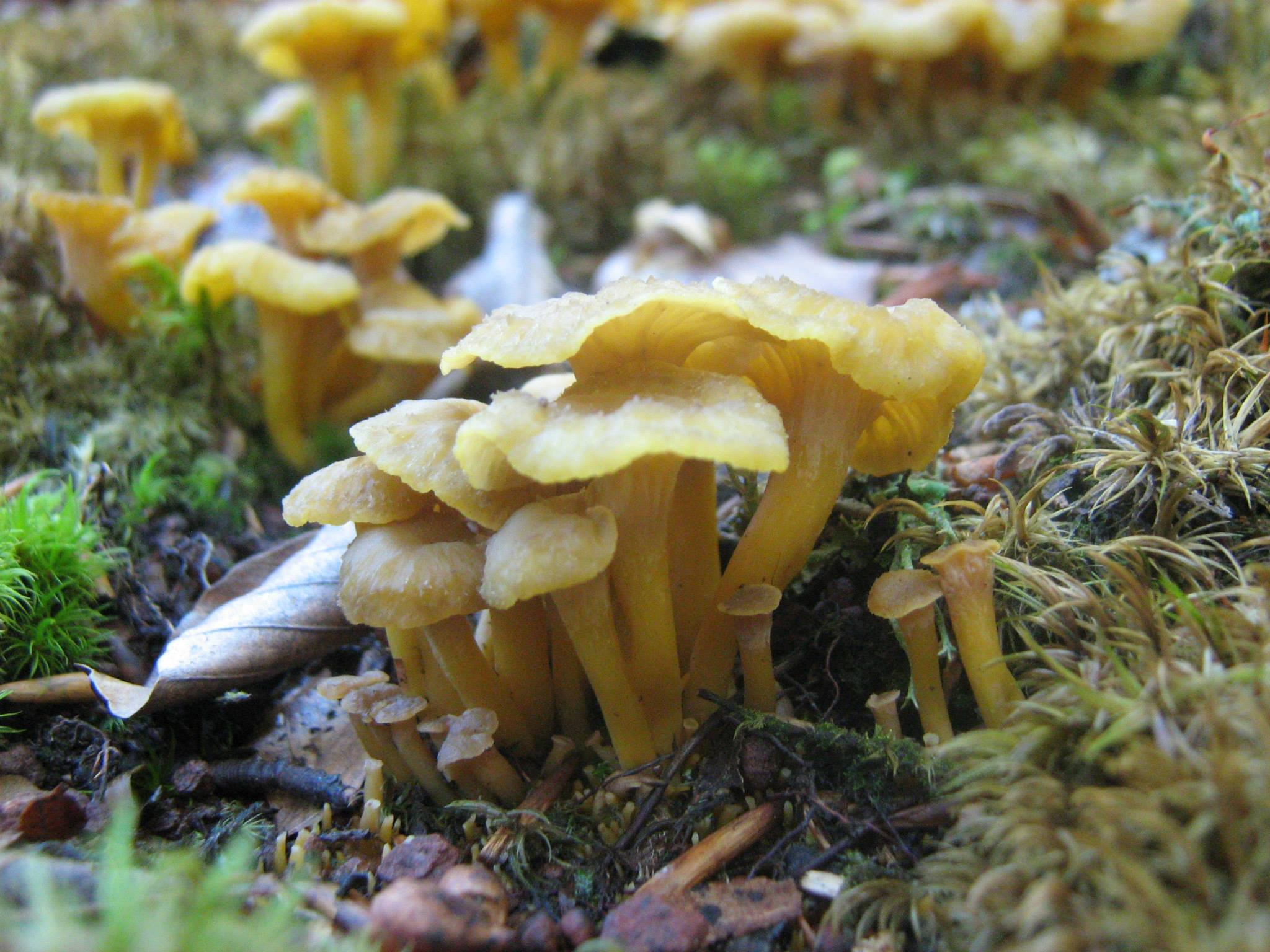
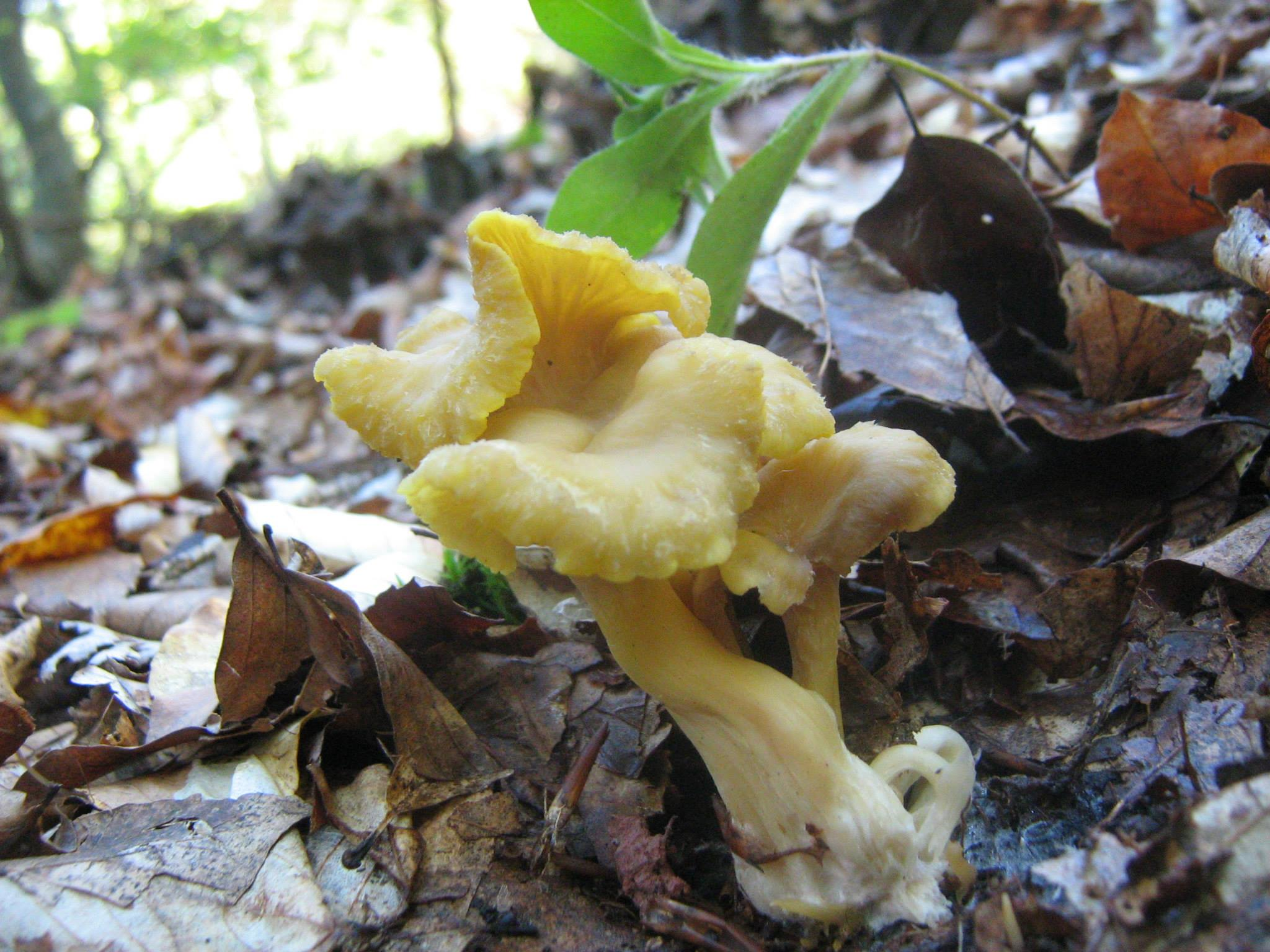
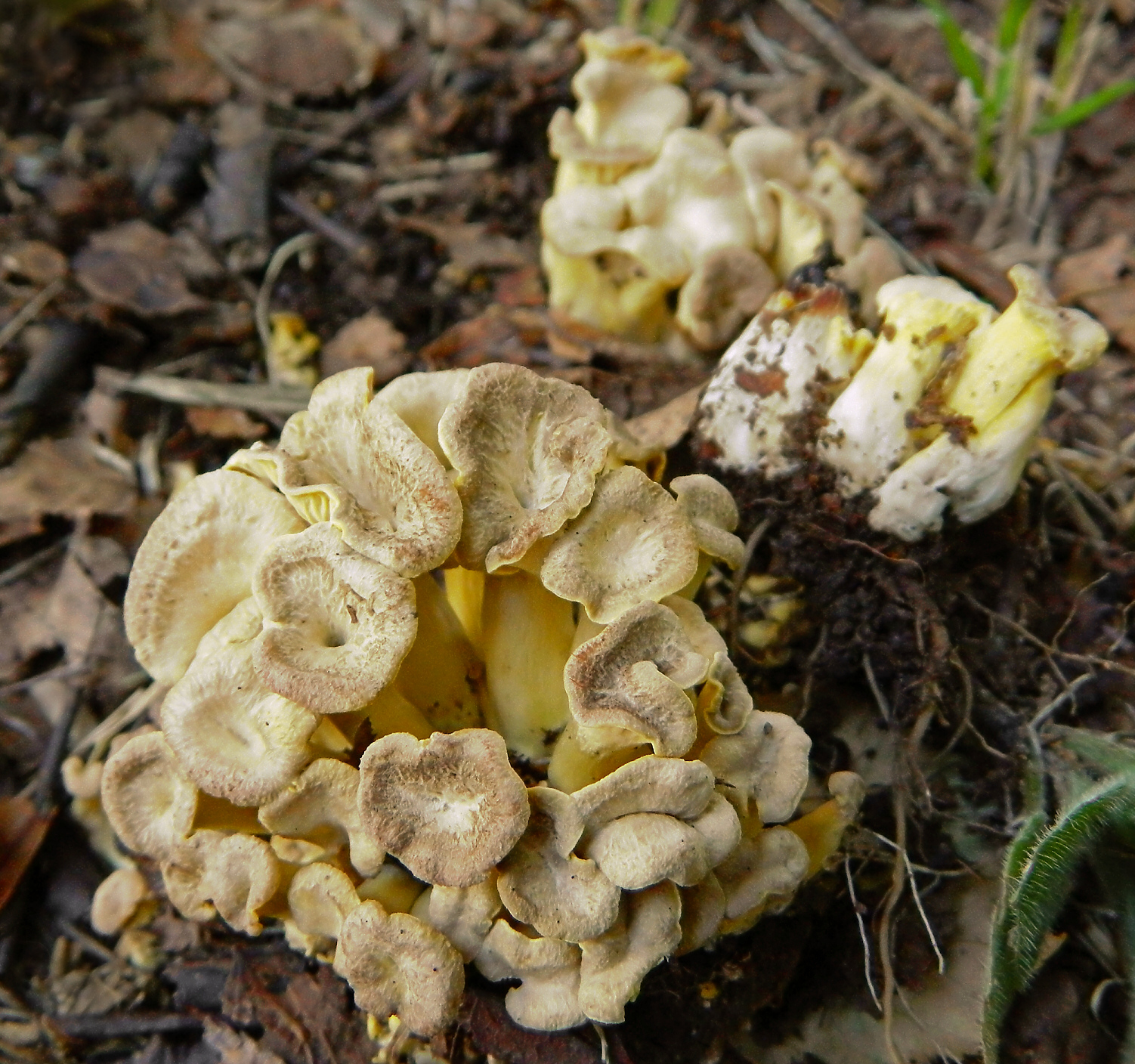